# ディズニー・サマーフェスティバル
『ディズニー・サマーフェスティバル』(Disney Summer Festival)は、2013年から2016年まで東京ディズニーシーで開催されていた夏のイベント名称。

## 概要
2012年以前までウォータープログラムとして開催されていたものが、正式なイベントとして開催されるようになり、エントランスなどの飾り付けが行われている。
ウォータープログラムに引き続き、アトラクション「アクアトピア」において「びしょ濡れバージョン」が開催されている。

## 2013年
ミニーのトロピカルスプラッシュ
ロストリバーデルタでミッキーたちが育てていたトロピカルフルーツが大豊作。見事なトロピカルフルーツを見たミニーマウス、デイジーダック、クラリスがカーニバルクイーンとなって、豊作を祝う歌と踊りのカーニバルを開催する。
最初はシャワーだった散水も、スプラッシュ、スコールと次第に量を増してゆき、最後は強風も伴ってストームになる。
登場キャラクター
ミニーマウス、デイジーダック、クラリス、ミッキーマウス、ドナルドダック、グーフィー、チップとデール
公演情報
公演回数1日3回
公演時間約20分
公演場所メディテレーニアンハーバー周辺

## 2014年
7月8日から8月31日まで開催。
ミニーのトロピカルスプラッシュ (Minnie's Tropical Splash)
登場キャラクター
ミニーマウス、デイジーダック、クラリス、ミッキーマウス、ドナルドダック、グーフィー、チップとデール
公演情報
公演回数1日3回
公演時間約20分
公演場所メディテレーニアンハーバー周辺
2013年版との変更点
- ミニーマウス、デイジーダック、クラリスの衣装が変更された。また、トロピカルストーム前の3人の台詞の言い方が違う。
- 使用している楽曲、歌詞の一部が変更された。これに伴い、振り付けが一部変更された。
- 出演者数が増やされた。

フルータ! フルータ! フィエスタ! (Fruta! Fruta! Fiesta!)
トロピカルフルーツが大豊作となったロストリバーデルタでは、レストランミゲルズ・エルドラド・キャンティーナ店内やロストリバーデルタの路上でゲストを交えたメキシコの音楽演奏やダンスが開催される。ミゲルズ・エルドラド・キャンティーナ店内外やロストリバーデルタの路上に飾り付けも行われているが、アトモスフィアショー扱いであり開催時間や開催場所は非公開となっている。
公演情報
公演回数1日5-6回（午後。開催時間、開催場所非公開）
公演時間約20分
公演場所ミゲルズ・エルドラド・キャンティーナ店内と、ロストリバーデルタのミゲルズ・エルドラド・キャンティーナ側の路上

## 2015年
7月9日から8月31日まで開催。7月8日にはプレスプレビューが開催された（一般客の鑑賞も可能）。
ミニーのトロピカルスプラッシュ (Minnie's Tropical Splash)
放水に使用されている水は、1回のショーで約16トン。これは東京ディズニーランドで開催されている「雅涼群舞」で使用される水よりも約6トン多い。
登場キャラクター
ミニーマウス、デイジーダック、クラリス、ミッキーマウス、ドナルドダック、グーフィー、チップとデール
公演情報
公演回数1日3回
公演時間約20分
公演場所メディテレーニアンハーバー周辺
2014年版との変更点
- ミッキーマウス、ドナルドダック、グーフィー、チップとデールの衣装が変更された。
- 出演者数が増えた。
- メディテレーニアンハーバーの改修工事実施に伴い、公演場所が変更となっている箇所がある。

フルータ! フルータ! フィエスタ! (Fruta! Fruta! Fiesta!)
2014年版に同じ。
公演情報
公演回数1日5-6回（午後。開催時間、開催場所非公開）
公演時間約20分
公演場所ミゲルズ・エルドラド・キャンティーナ店内と、ロストリバーデルタのミゲルズ・エルドラド・キャンティーナ側の路上

## 2016年
7月9日から8月31日まで開催される。
ミニーのトロピカルスプラッシュ (Minnie's Tropical Splash)
登場キャラクター
ミニーマウス、デイジーダック、クラリス、ミッキーマウス、ドナルドダック、グーフィー、チップとデール、ホセ・キャリオカ、パンチート
公演情報
公演回数1日3回
公演時間約20分
公演場所メディテレーニアンハーバー周辺
2015年版との変更点
- ホセ・キャリオカ、パンチートが登場する。
- ミニー、デイジー、クラリスの衣装が変更された。ミニーはラズベリー、デイジーはパイナップル、クラリスはドラゴンフルーツをイメージした衣装となる。